# Emil Mario Vacano
Emil Mario Vacano (16. listopadu 1840 Šumperk – 9. června 1892 Karlsruhe) byl německý Moravan, cirkusový artista, spisovatel a překladatel.

## Životopis
Narodil se v rodině Johanna Vacana (1800–1866) a Marie roz. Maurer (1807–1890). Po otci Ital, rodem Moravan, národností Němec. Měl sestru Gustavu Teltschick (1832).
Studoval v Hradci Králové, v Praze a ve Lvově – tam kam ho zavedlo povolání otce, vrchního katastrálního inspektora pro Halič a Bukovinu. V Bukovině byl členem cirkusové společnosti, kde vystupoval jako provazochodkyně a kaskadérská jezdkyně Louisa Sangumetto. Se společností procestoval Rumunsko, část Ruska a Polsko. Kolem roku 1859 opustil cirkus a na chvíli se objevil jako herec, zřejmě také v Burgtheateru.
Vacano začal svou spisovatelskou kariéru příběhem „Mysterien des Welt- und Bühnen-Lebens“. Stejně jako jeho první román se mnoho jeho děl, která jsou většinou psána lehkým a hravým stylem vyprávění, odehrává v divadelním a cirkusovém světě: „Moderne Vagabunden“, „Theater-Plauderei“, „Komödianten“. Společně s Adou v. Pinelli (Ps. Günther v. Freiberg) napsal román „König Phantastus“ o králi Ludvíku II. Bavorském.
Pikantnost některých témat, jimiž se zabýval (nekonvenční milostné aféry, pohrávání si s genderovými rolemi a identitami, homoerotické podtexty atd.), a spekulace o jeho problematické minulosti přispěly k Vacanově obrazu povrchního autora senzací. Znalost jazyků mu dovolovala rozšířit spisovatelskou činnost o překlady z jazyků románských a slovanských, zvláště českého a polského.
Udržoval přátelství s četnými umělci, spisovateli a nakladateli, jako byli: Friederike Gossmann, Gustav Heckenast, Karel Klíč, Adolf Kosárek, Peter Rosegger nebo Matěj Šimáček, jak dokládá rozsáhlá korespondence v pozůstalosti. Od roku 1867 měl obzvláště blízký vztah s Emerichem von Stadionem, spoluautorem jeho děl „Dornen“ a „Asta’s Lieder“. V průběhu 80. let 19. století se však Vacano od něj stále více vzdaloval.
Vacano se po smrti své matky, se kterou žil v St. Pöltenu po smrti svého otce, přestěhoval do Karlsruhe ke svému příteli malíři Karlu Plockovi, kde prožil poslední roky svého života.
Dílčí odkazy na Vacana jsou: v knihovně vídeňské radnice, v knihovně ve Štýrském Hradci, v Karlsruhe a v Univerzitní knihovně J. C. Senckenberga ve Frankfurtu nad Mohanem.

## Dílo

### Příběhy
- Mysterien des Welt- und Bühnen-Lebens. Reinhold Schlingmann Verlag, Berlin 1861–1862 (2 Bde.). (Digitalisat Band 1), (Band 2)
- Theater-Plauderei, 1962
- Blaues Blut. Handbuch der Noblesse. Moralische Vorlesungen. Bloch Hoffschläger Verlag, Berlin 1864. (Digitalisat)
- Frivolitäten. Bloch Hoffschläger Verlag, Berlin 1868
- Lady Arabella’s Launen. Novellen. G. Heckenast, Leipzig 1872
- Wiener Fresken. Novellen. G. Heckenast, Leipzig 1873. (Digitalisat Heft 1), (Heft 2), (Heft 3), (Heft 4), (Heft 5), (Heft 6)
- Am Wege aufgelesen. Novelle. E. J. Günther Verlag, Leipzig 1875
- Bilder aus dem Harem. Verlag Klič & Spitzer, Wien 1876. (Digitalisat)
- Die Coulissenwelt ohne Lampenlicht. Theaterplaudereien. Bartholomäus Verlag, Erfurt 1876 (Wallners Reisebibliothek; 2). (Digitalisat Band 1), (Digitalisat Band 2)
- Künstlerblut. Indiscretionen aus dem Theaterleben. Hoffmann & Ohnstein Verlag, Leipzig 1879
- Die Helden der Oper und anderes. Eduard Hallberger Verlag, Leipzig 1880
- Boudoirgeschichten. 2. Aufl., F. W. Steffens Verlag, Leipzig 1887
- Das Brod der Engel. In: Friedrich Wilhelm Hackländer: Neuer deutscher Novellenschatz. Gebr. Kröner Verlag, Stuttgart 1887
- Humbug. Eine wunderliche Historie. Reclam-Verlag, Leipzig 1887 (Universal-Bibliothek; 2321)
- Komödianten. Reclam, Leipzig 1889 (Universal-Bibliothek; 2607)
- Helden der Reklame[2]
- Leichtes Blut[2]

### Romány
- Moderne Vagabunden. Humbug-Reise eines Abenteurers. Bloch Hoffschläger Verlag, Berlin 1863 (Seitenstück zu Karl von Holteis Vagabunden)
- Moralische Vorlesungen der Lola Montez. Quitte ou double; Ein historischer Miniaturroman. Bloch Hoffschläger Verlag, Berlin 1863
- Der Magen und das Herz. Roman. Bloch Hoffschläger Verlag, Berlin 1864. (Digitalisat)
- Vom Baum der Erkenntniss. Zukunfts Roman. Verlag Fried, Berlin 1894 (Nachdruck der Ausgabe Berlin 1865). (Digitalisat)
- Dornen. Erinnerungen und Ahnungen (Mit Emerich Graf von Stadion). Heckenast, Pest 1869. 3 Bände
- Das Geheimniss der Frau von Nizza. Eine Geschichte aus den letzten Lebensjahren Ludwig des Vierzehnten. Costenoble Verlag, Jena 1869
- Das Geheimniß des alten Kärner. G. Heckenast, Leipzig 1871
- Die Gottes-Mörder. Roman. G. Heckenast, Leipzig 1871. (Digitalisat)
- Geheimnissvoll. Roman. Belser Wissenschaftlicher Dienst, Wildenberg 1990, (2 Bde.; Nachdruck der Ausgabe Jena 1872)
- Die Töchter Babels. G. Heckenast, Leipzig 1872. (Digitalisat)
- Die Kirchenräuber. Roman. Belser, Wissenschaftlicher Dienst, Wildenberg 1990, (Nachdruck der Ausgabe Stuttgart 1873). (Digitalisat)
- Der Roman der Adelina Patti. Verlag Klič & Spitzer, Wien 1875. (Digitalisat)
- Die Ehre des Herzens. Roman. Morwits Verlag, Berlin 1880
- Asta’s Lieder. (Mit Emerich Graf von Stadion). 1882
- König Phantasus. Roman eines Unglücklichen. J. Bensheimer, Mannheim 1886

### Hra
- Zwei vom Theater. Conversations-Schwank in 1 Akt. Bloch Hoffschläger Verlag, Berlin 1863 (Blochs Dilettanten-Bühne; 80)

### Editor
- Montjoye, der Mann von Eisen. Lebensbild in 5 Akten. Bloch Hoffschläger Verlag, Berlin 1865 (Frei nach Octave Feuillets Monjoye)
- Bilderbuch für Hagestolze. Verlag Glaser & Garte, Leipzig 1877/1879 (5 Bde.)
- Stolz und Liebe. Eduard Hallberger Verlag, Leipzig 1879 (frei nach Caroline Emily Camerons Roman Juliet's Guardian)
- Die Würger von Paris. Eine Geschichte von neulich. Eduard Hallberger Verlag, Leipzig 1881 (2 Bde.; frei nach Adolphe Belots Les étrangleurs)

### V češtině
- Obrázky pro staré mládence – uspořádal E. M. Vacano; se 100 perovými kresbami od Karla Klíče. Vídeň: Praha: Lipsko: Michal Stern, 1883
- Humbug: podivná historie – přeložil Karel Wolf. Praha: Právo Lidu, 1913
- Kas Mustafa – úvod František Sekanina, ze sbírky Leichtes Blut př. Bohumil Kyselý; in: 1000 nejkrásnějších novel... č. 83. Praha: J. R. Vilímek, 1915